# Supercoppa d'Europa 1993-1994 (hockey su pista)
La Supercoppa d'Europa 1993-1994 è stata la 14ª edizione dell'omonima competizione europea di hockey su pista. Alla manifestazione hanno partecipato gli spagnoli dell'Igualada, vincitore della Coppa dei Campioni 1992-1993, e i portoghesi del Barcelos, vincitore della Coppa delle Coppe 1992-1993.
A conquistare il trofeo è stato l'Igualada al primo successo nella sua storia.

## Squadre partecipanti
| Club     | Qualificazione                     | Partecipazioni precedenti (il grassetto indica la vittoria) |
| -------- | ---------------------------------- | ----------------------------------------------------------- |
| Igualada | Detentore della Coppa dei Campioni | Esordiente                                                  |
| Barcelos | Detentore della Coppa delle Coppe  | 1991-1992                                                   |

## Risultati
| Squadra 1 | Totale | Squadra 2 | Andata | Ritorno |
| --------- | ------ | --------- | ------ | ------- |
| Igualada  | 7 - 4  | Barcelos  | 4 – 1  | 3 – 3   |

| Igualada 11 dicembre 1993 Finale di andata | Igualada | 4 – 1 | Barcelos | Poliesportiu Les Comes |

| Barcelos 18 dicembre 1993 Finale di ritorno | Barcelos | 3 – 3 | Igualada | Pavilhão Municipal |